# Gostinyj dvor

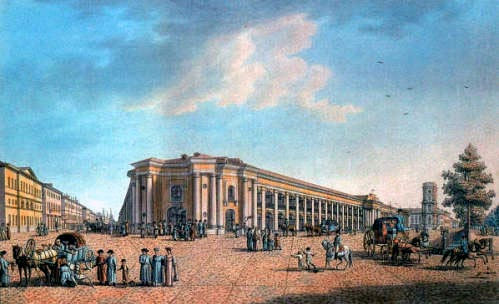
Gostinyj dvor i Sankt Petersburg år 1802.

Gostinyj dvor [gasti'ny], den ryska benämningen på marknadsstånd i ordnade rader, basar för "gosti", främmande köpmän. Dessa varubörser, som hade egen förvaltning och var avskilda från den övriga staden, utbildade sig först i Novgorod, där de "tyske" (=västerländska, även skandinaviska) köpmännen två gånger om året hade fri genomfartsrätt, och delades i två klasser: Tyska och gotländska, som förvaltades av en ålderman och 4 rådmän. Sedan inrättades sådana basarer för utländska köpmän i Pskov, Moskva och Astrachan. 
Moskvas gostinyjdvor i den s.k. "kinesiska stadsdelen" (Kitaj-gorod) var berömd redan på 1500-talet och uppdelades av tsar Fjodor Ivanovitj i 20 "rader" eller gatulinjer för olika varor. Vid tiden för ryska revolutionen hade nästan varje rysk stad en gostinyjdvor. I Sankt Petersburg anlades den av Peter I, men träskjulen brann upp redan
1710. Därpå flyttades basaren till Nevskij prospekt vid Mojka, brann åter 1735, men byggdes åter upp i sten, enligt överarkitekten Kastrellis plan, och blev färdig 1784.